# هيتا

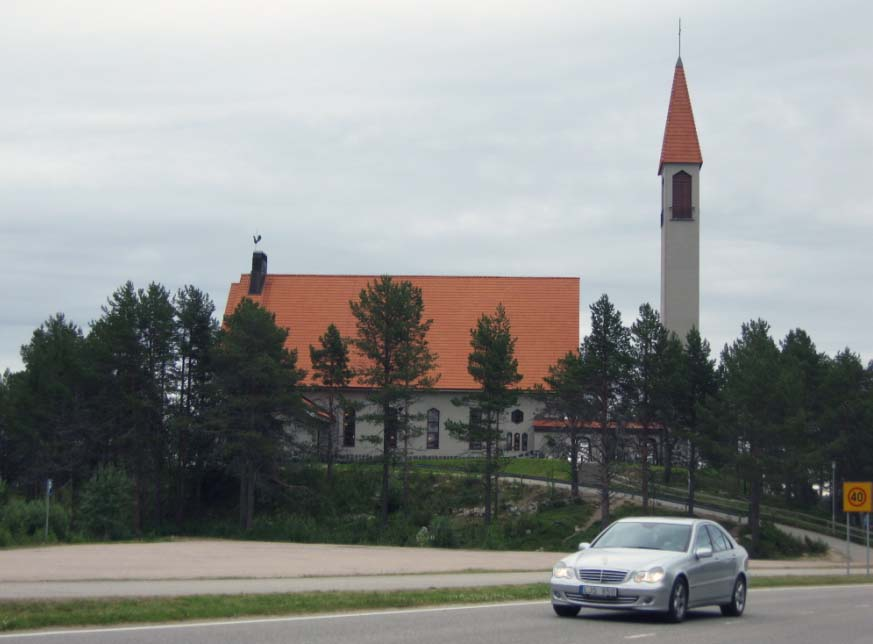
كنيسة في هيتا

هيتا هي قرية في بلدية اينونتيكو، والمركز الإداري للبلدية، في لابلاند في شمال غرب فنلندا.
يقع مطار من اينونتيكو 9 كيلومتر (6 ميل) غرب هيتا.

## وصلات خارجية
- Satellite map at Maplandia